# أندرادي (لاعب كرة قدم)
أندرادي (19 يونيو 1990 في البرازيل - ) هو لاعب كرة قدم برازيلي في مركز الهجوم. لعب مع وسترن ماس بيونيرز وHamarkameratene ‏ وFC Carolina United ‏ وQueens Royals ‏ ونادي إيبيتانغا وMoelven IL ‏.

## وصلات خارجية
- أندرادي (لاعب كرة قدم) على موقع اتحاد النرويج (النرويجية)